# 华夏时报
- 關於以此报纸为主体的媒體集團，請見「中國時報集團」。
- 關於1886年至1891年間出版，在天津發行的外文報紙《Chinese Times》，請見「中国时报 (天津)」。
- 關於1911年至1949年間，在上海發行的英文名爲「China Times」的漢語報紙，請見「时事新报 (中国)」。
- 關於1945年至1949年間出版，在开封發行的外文報紙《China Times》，請見「中国时报 (开封)」。
- 關於臺灣旺旺中時媒體集團所屬報紙，請見「中國時報」。

《华夏时报》是中国残疾人联合会主办出版的一份综合经济周报，于1989年正式创刊，社长兼总编辑为水皮。
该报是一张综合性日报，除提供客观、公正、权威的新闻，同时提供新闻的背景介绍和深度分析。《华夏时报》还以弘扬人道主义为己任，开辟一定版面，关注社会弱势群体。在版面内容上，《华夏时报》由新闻、新闻分析、独家报道、评论、信息服务构成。

## 历史
2001年，官员卢恩光安排自己的企业拿出500万元人民币，通过其他企业捐给华夏时报社，谎称是自己拉来的捐款，卢恩光由此得以调入华夏时报社任副社长一职，升为副局级干部。2003年，他再次拉来1000万元人民币的赞助，实际上仍是他自己的企业出的钱，从而顺利提任正局级干部。2001年3月到2007年6月，历任华夏文化出版集团筹备组副组长，华夏日报社社长、党委书记。。
《华夏时报》于2007年获得万达集团投资，报纸定位从“面向北京市场的都市报”改为“以财经为特色的面向全国发行的综合性主流大报”。